# Kaiser (cráter marciano)
Kaiser es un cráter perteneciente al cuadrángulo Noachis de Marte, localizado en las coordenadas 46,6° Sur y 340,9° Oeste. Tiene 201 km de diámetro. Su nombre hace referencia al astrónomo holandés Frederik Kaiser (1808-1872).

## Dunas
Se han observado movimientos de derrubios en dunas de este cráter. Algunos investigadores piensan que pueden ser causados por agua líquida, que podría aparecer en periodos cortos de tiempo en el verano del hemisferio del sur de Marte.  Estos cauces -así como los flujos de derrubios- se pueden deber a cantidades pequeñas del hielo que se funde.
| |  |  |
| (Izquierda): Imagen de Káiser (misión Viking). |  |  |
| (Centro): Detalle de pared del sur del cráter Káiser, luz infrarroja diurna.                                                                                   |  |  |
| (Derecha): Modelo de terreno digital de un barján (duna con forma de media luna) en el cráter Káiser, que muestra señales de alud en sus caras más pendientes. |  |  |

## Importancia
La densidad de cráteres de impacto suele determinar las edades de los elementos de la superficie de Marte y de otros cuerpos del sistema solar. En principio, cuanto más antigua es una superficie, mayor presencia de cráteres. Las formas de los cráteres pueden revelar la presencia de hielo en el terreno.
El área alrededor de los cráteres puede ser rica en minerales. Sobre la superficie de Marte, el calor del impacto funde el hielo contenido en el suelo.  El agua del hielo se funde disolviendo minerales, y a continuación los deposita en las grietas o fallas producidas por el impacto. Este proceso, llamado alteración hidrotermal, es una forma importante en la que se originan depósitos de menas. En consecuencia, el área alrededor de los cráteres de Marte puede ser rica en menas útiles para la futura colonización del planeta.